# RAPD
RAPD (Random Amplification of Polymorphic DNA) è un tipo di PCR in cui i segmenti di DNA amplificati sono scelti casualmente. Per eseguire una RAPD, si costruiscono un certo numero di primer brevi (8–12 nucleotidi) a composizione arbitraria e si procede alla reazione di amplificazione usando come stampo un lungo tratto di DNA genomico. Nel caso in cui i primer riescano ad associarsi al DNA, l'amplificazione produrrà una serie di frammenti che, interpretati, permetteranno di approssimare un profilo semi-individuale dell'organismo in analisi.
Nessuna conoscenza della sequenza di DNA del genoma di interesse è richiesta, poiché i primer legheranno in un qualsiasi punto della sequenza, sebbene non si avrà la certezza di quale sia il sito di legame. Ciò rende questo metodo popolare per comparare il DNA di organismi che non sono particolarmente studiati dalla comunità scientifica.
Poiché bisogna massimizzare le probabilità di associazione tra i primer e lo stampo, la RAPD presenta alcune limitazioni qualora si usi un campione di DNA degradato. Inoltre, il suo potere di risoluzione è decisamente più basso di quello di metodi mirati di analisi comparativa del DNA bersaglianti sequenze specie-specifiche come l'analisi dei microsatelliti.
Negli ultimi anni la RAPD è stata utilizzata per caratterizzare e tracciare la filogenesi di numerose specie sia animali che vegetali.

## Introduzione
I marcatori RAPD sono frammenti decamerici (= segmenti lunghi 10 nucleotidi) di DNA derivanti dall'amplificazione mediante PCR di segmenti casuali di DNA genomico, che permettono la differenziazione di individui geneticamente distinti, sebbene non in maniera riproducibile: per questo, numerose riviste non accettano esperimenti i cui risultati siano basati esclusivamente da RAPDs.

## Come funziona
A differenza dei metodi di PCR tradizionali, la RAPD non richiede alcuna specifica conoscenza della sequenza di DNA che si vuole amplificare: lo stesso primer 10-mer sarà in grado di amplificare o no un segmento di DNA in base alla posizione in cui si assocerà ad esso. Ad esempio, non sarà prodotto alcun frammento qualora la distanza tra i primer dopo la loro associazione alla sequenza sia troppo alta, o nel caso in cui le estremità 3' dei primer non siano rivolte l'una verso l'altra.
Dunque, se una mutazione è avvenuta nel frammento stampo in corrispondenza del sito di legame ad uno dei primer, la PCR non produrrà alcunché, ed una corsa elettroforetica rivelerà una differente distribuzione delle bande di marcatura dei frammenti amplificati mutati da quelli selvatici.

## Esempio
RAPD è un metodo potente ed economico per tipizzare numerose specie batteriche. L'immagine visibile al link  è un gel di poliacrilamide che mostra tre profili RAPD generati dal primer OPE15 per 'Haemophilus ducreyi' isolato da Tanzania, Senegal, Tailandia, Europa e Nord America.
Selezionare un primer con la giusta sequenza è di primaria importanza poiché sequenze differenti produrranno differenti pattern e garantiranno una precisione differente nel tipizzare ceppi diversi.

## Limitazioni della RAPD
- Pressoché tutti i marker RAPD sono dominanti, i.e. non è possibile distinguere laddove un segmento di DNA è amplificato da un locus eterozigote (1 copia) o omozigote (2 copie). Marcatori RAPD codominanti, osservati come segmenti di DNA di diversa dimensione, hanno una bassa probabilità di essere individuati.
- La PCR è una reazione enzimatica, dunque la qualità e la concentrazione del DNA stampo, la concentrazione delle componenti della PCR e le condizioni di analisi possono influenzare fortemente il risultato. Ciò implica che la tecnica RAPD è dipendente dal laboratorio e particolare attenzione dev'essere posta nell'elaborazione dei protocolli affinché essa sia riproducibile.
- Il mancato abbinamento tra il primer e lo stampo può risultare nell'assenza di prodotto così come in una diminuzione nella quantità del prodotto stesso. dunque i risultati della RAPD possono essere difficili da interpretare.

Passaggi nello sviluppo di marker codominanti e locus-specifici da RAPDs:
- La banda di marcatura del RAPD polimorfico è isolata dal gel;
- Viene amplificata nella PCR;
- Il prodotto della PCR viene clonato e sequenziato;
- Nuovi primer più lunghi e specifici sono progettati per la sequenza di DNA, che viene definita SCAR (Sequenced Characterized Amplified Region marker).